# Wilhelmina Wosińska
Wilhelmina Wosińska (ur. 25 października 1943, zm. 18 września 2021) – polska psycholog, prof. dr hab.

## Życiorys
Była absolwentką studiów psychologicznych Uniwersytetu Warszawskiego. Obroniła pracę doktorską, następnie uzyskała stopień doktora habilitowanego. Otrzymała tytuł profesora w zakresie nauk humanistycznych. 
Została zatrudniona na Wydziale Zamiejscowym w Sopocie Szkole Wyższej Psychologii Społecznej w Warszawie, oraz w Instytucie Psychologii na Wydziale Pedagogiki i Psychologii Uniwersytetu Śląskiego w Katowicach. 
Zmarła 18 września 2021.